# Grand Prix automobile du Canada 2001
GP précédent GP suivant
Le Grand Prix automobile du Canada 2001 (Grand Prix Air Canada 2001), disputé sur le circuit Gilles-Villeneuve de Montréal le 10 juin 2001, est la 671e épreuve de l'histoire du championnat du monde de Formule 1 courue depuis 1950 et la huitième manche du championnat 2001.

## Classement

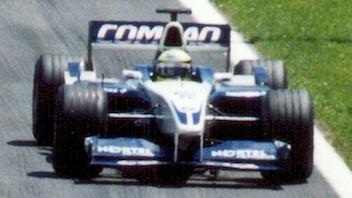
Ralf Schumacher remporte l'édition 2001 du Grand Prix du Canada.

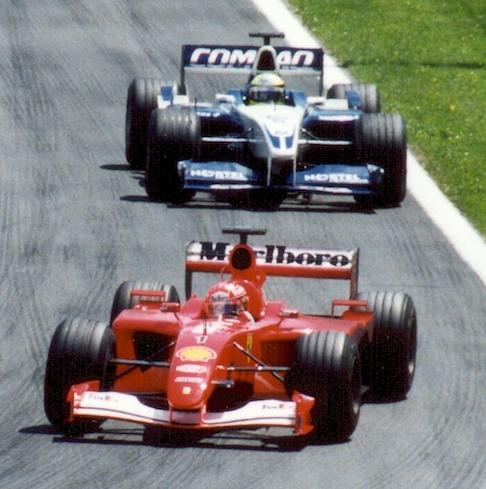
Ralf Schumacher derrière son frère aîné.

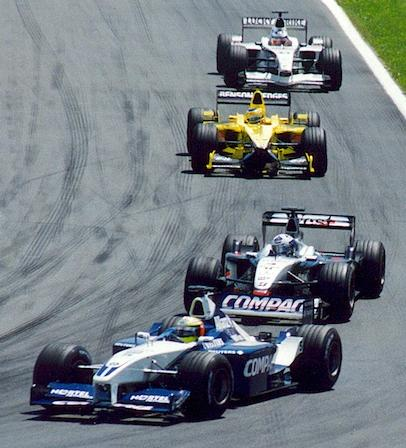
Schumacher précède Coulthard, Trulli et Panis.

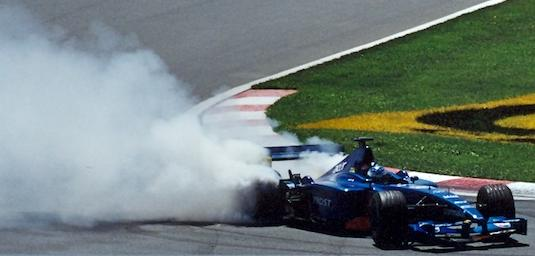
Jean Alesi célèbre sa cinquième place finale.

| Pos. | No | Pilote               | Écurie           | Tours | Temps/Abandon                      | Grille | Points |
| ---- | -- | -------------------- | ---------------- | ----- | ---------------------------------- | ------ | ------ |
| 1    | 5  | Ralf Schumacher      | Williams-BMW     | 69    | 1 h 34 min 31 s 522 (193,630 km/h) | 2      | 10     |
| 2    | 1  | Michael Schumacher   | Ferrari          | 69    | + 20 s 235                         | 1      | 6      |
| 3    | 3  | Mika Häkkinen        | McLaren-Mercedes | 69    | + 40 s 672                         | 8      | 4      |
| 4    | 17 | Kimi Räikkönen       | Sauber-Petronas  | 69    | + 1 min 08 s 116                   | 7      | 3      |
| 5    | 22 | Jean Alesi           | Prost-Acer       | 69    | + 1 min 10 s 435                   | 16     | 2      |
| 6    | 19 | Pedro de la Rosa     | Jaguar-Ford      | 68    | + 1 tour                           | 14     | 1      |
| 7    | 11 | Ricardo Zonta        | Jordan-Honda     | 68    | + 1 tour                           | 12     |        |
| 8    | 23 | Luciano Burti        | Prost-Acer       | 68    | + 1 tour                           | 19     |        |
| 9    | 20 | Tarso Marques        | Minardi-European | 66    | + 3 tours                          | 21     |        |
| 10   | 14 | Jos Verstappen       | Arrows-Asiatech  | 65    | Freins                             | 13     |        |
| 11   | 12 | Jarno Trulli         | Jordan-Honda     | 63    | Freins                             | 4      |        |
| Abd. | 4  | David Coulthard      | McLaren-Mercedes | 54    | Moteur                             | 3      |        |
| Abd. | 9  | Olivier Panis        | BAR-Honda        | 38    | Freins                             | 6      |        |
| Abd. | 10 | Jacques Villeneuve   | BAR-Honda        | 34    | Transmission                       | 9      |        |
| Abd. | 15 | Enrique Bernoldi     | Arrows-Asiatech  | 24    | Moteur                             | 17     |        |
| Abd. | 6  | Juan Pablo Montoya   | Williams-BMW     | 19    | Accident                           | 10     |        |
| Abd. | 2  | Rubens Barrichello   | Ferrari          | 19    | Sortie de piste                    | 5      |        |
| Abd. | 8  | Jenson Button        | Benetton-Renault | 17    | Fuite d'huile                      | 20     |        |
| Abd. | 21 | Fernando Alonso      | Minardi-European | 7     | Transmission                       | 22     |        |
| Abd. | 16 | Nick Heidfeld        | Sauber-Petronas  | 1     | Collision                          | 11     |        |
| Abd. | 18 | Eddie Irvine         | Jaguar-Ford      | 1     | Collision                          | 15     |        |
| Abd. | 7  | Giancarlo Fisichella | Benetton-Renault | 0     | Collision                          | 18     |        |

## Pole position et record du tour
- Pole position : Michael Schumacher en 1 min 15 s 782 (vitesse moyenne : 210,018 km/h).
- Meilleur tour en course : Ralf Schumacher en 1 min 17 s 205 au 50e tour (vitesse moyenne : 206,147 km/h).

## Tours en tête
- Michael Schumacher : 45 (1-45)
- Ralf Schumacher : 24 (46-69)

## Statistiques
- 2e victoire pour Ralf Schumacher ;
- 105e victoire pour Williams en tant que constructeur ;
- 11e victoire pour BMW en tant que motoriste ;
- La course est neutralisée du 22e au 24e tour en raison des accidents de Juan Pablo Montoya et Rubens Barrichello ;
- 1er doublé réalisé par des frères.